# 乳酸
乳酸（にゅうさん、lactic acid）は、有機化合物で、カルボン酸（ヒドロキシ酸）の1種である。キラル中心を1つ持つため鏡像異性体が存在するので、R体かS体かの区別が必要な場合がある。乳酸の塩やエステルはラクタートあるいはラクテート（lactate）と呼ぶ。解糖系の生成物として現れる。

## 性質
- L-(+)-乳酸（(S)-乳酸、d-乳酸）
- D-(−)-乳酸（(R)-乳酸、l-乳酸）
- DL体（ラセミ体）

L体は融点53 ℃の無色固体、DL体は融点が16.8 ℃で、常温で粘りけのある液体として存在する。天然にはL体が多く存在する。いずれの型も吸湿性が強く、水、アルコール、エーテルによく溶け、水溶液は酸性を示す。

## 代謝

### 解糖系
L-乳酸は解糖系の生成物のひとつである。急激な運動を行うと筋肉の細胞内でエネルギー源として糖が分解されピルビン酸を経て乳酸が蓄積する。

#### 筋肉疲労との関わり
カエルの筋肉を使った研究に基づき1929年にHillらが提唱して以来、乳酸は筋肉疲労の原因物質として考えられてきた。これは、乳酸の蓄積によるアシドーシスにより収縮タンパクの機能が阻害されたためと理解された。しかし後の研究において、アシドーシスを筋肉疲労の原因とする説に対して反証が報告されてきた。そして2001年にNielsenらによって、細胞外に蓄積したカリウムイオン（K+）が筋肉疲労の鍵物質であることが報告された。Nielsenらの系では、K+の添加により弱められた筋標本について乳酸などの酸を添加すると、従来の説とは逆に回復がみられた。2004年のPedersenらの報告でも、pHが小さいときに塩化物イオンの細胞透過性が落ちることが示され、アシドーシスに筋肉疲労を防ぐ作用があることが示唆された。また、強度の高い運動ではATPやクレアチンリン酸の分解でリン酸が蓄積する。このリン酸はカルシウムイオンと結合しやすく、カルシウムイオンがリン酸と結合してしまうと筋収縮に必須のカルシウムイオンの働きが悪くなる。これが疲労の原因の一つと考えられている。カルシウムイオンは本来筋小胞体に貯められ、筋小胞体から出ることで筋肉は収縮し、筋小胞体に戻れば筋肉は弛緩する。

### コリ回路
体内に蓄積された乳酸質は肝臓においてグルコースの再合成に利用され、血液循環によって各組織へ運ばれる。この一連の過程をコリ回路または乳酸質回路（lactate cycle）という。酸素供給不足を伴う運動時、この乳酸質の代謝除去を乳酸蓄積が上回る限界点があり、血中乳酸質濃度が急速に増加を始める時点を乳酸性閾値（または乳酸質蓄積閾値、lactate threshold、LT）と呼ぶ。有酸素運動のトレーニングでは、LTを酸素供給の指標として利用し、運動強度の設定に利用することがある。
好気的代謝条件では、乳酸質の産生量の約30%が肝臓のコリ回路により糖新生に利用される。

### ピルビン酸デヒドロゲナーゼ複合体
乳酸は、乳酸デヒドロゲナーゼによりピルビン酸に変化する。ピルビン酸は、脱炭酸酵素を含むピルビン酸デヒドロゲナーゼ複合体の作用により脱炭酸し、補酵素Aと結合するとアセチルCoAとなり、クエン酸回路や脂肪酸合成系に組み込まれる。
血液中の乳酸とピルビン酸の比率は、おおむね10:1となっている。

### 乳酸の輸送
乳酸の代謝では細胞膜を通過して乳酸が輸送される必要がある場合がある。この乳酸の輸送にはいくつかの種類のトランスポーター（Monocarboxylate Transporter、MCT）が存在する。例えば、グリコーゲンが速筋線維で分解され乳酸を生成し、その乳酸が遅筋線維や心筋のミトコンドリアで使われている場合がある。

## 外用
8.8%の濃度の乳酸を3か月使っても美白効果はなかった。

## 乳酸菌
炭水化物を分解して乳酸を産生（乳酸発酵）する微生物を総称して乳酸菌と呼ぶ。乳酸菌はヨーグルトやチーズ、バター、漬物、日本酒などさまざまな加工食品に含まれており、乳酸菌は食品工業に応用されている。また、赤ワイン醸造過程では、乳酸はリンゴ酸よりも酸味が弱いなど風味が違うために、乳酸菌を利用してリンゴ酸を発酵除去して乳酸を作ることにより、酸味などの味を調えるのに利用される。このように、リンゴ酸が乳酸菌によって、乳酸と炭酸ガスに分解される反応を、マロラクティック発酵と言う。日本酒の醸造過程では、乳酸による酸性化を利用して雑菌の繁殖を防止するが、生酛（きもと）醸造では乳酸菌を利用するのに対して、速醸酛では乳酸そのものを添加する。すなわち、生酛系醸造では、乳酸菌の発酵によってできた乳酸を利用する。乳酸そのものを加える速醸酛による醸造では、この発酵の過程がないために生産速度が上がる長所がある一方で、発酵の過程でできる他の発酵産物による微妙な味わいや香りが失われる欠点がある。

## 製造法
乳酸の製造法には発酵法と化学合成法の2つがある。

### 発酵法
糖蜜、デンプンなど各種糖類を原材料として発酵を行う。乳酸は熱分解、自己エステル化などを起こしやすいため、蒸留は困難で高純度のものを得るのは難しい。

### 合成法
アセトアルデヒドとシアン化水素を反応させて乳酸ニトリルを製造、硫酸を加えて加水分解した上でメタノールを反応させ乳酸メチルを製造、これを精製後加水分解すると精製乳酸が得られる。発酵法と異なり一定の品質で高純度のものを容易に得られる。

## 誘導体
乳酸を加熱することで脱水縮合・2量化し、ラクチドを形成する。ラクチドは水を加えて熱すると加水分解により乳酸に戻る。
乳酸のヒドロキシ基とカルボキシル基がエステル結合を作って長くつながったものはポリ乳酸と呼ばれ、生分解性プラスチックとして研究対象とされる。